# Tanytarsus volgensis
Tanytarsus volgensis är en tvåvingeart som beskrevs av Miseiko 1967. Tanytarsus volgensis ingår i släktet Tanytarsus och familjen fjädermyggor. Arten har ej påträffats i Sverige. Inga underarter finns listade i Catalogue of Life.